# On Call
Production
Diffusion
On Call est une série télévisée américaine de procédure policière créée par Tim Walsh et Elliot Wolf et produite par Dick Wolf. Elle est diffusée sur Prime Video dès le 9 janvier 2025. Elle se distingue par la durée courte de ses épisodes (30 minutes).

## Synopsis
Traci Harmon est une officier chevronnée et formatrice du département de police de Long Beach. Elle patrouille dans les rues avec son jeune partenaire, Alex Diaz, tout juste sortie de l'école de police. Ils répondent aux appels d'urgence, tout en devant faire face aux conséquences de la mort récente d'un collègue, Maria Delgado, abattue lors d'un contrôle routier. De plus, une nouvelle politique au sein des services de police met tout le monde en ébullition.

## Distribution

### Personnages principaux
- Troian Bellisario (VF : Olivia Luccioni) : l'officier Traci Harmon
- Brandon Larracuente (VF : Gauthier Battoue) : l'officier Alex Diaz

### Récurrents
- Eriq La Salle (VF : Thierry Desroses) : le sergent Lasman
- Lori Loughlin (VF : Juliette Degenne) : le lieutenant Bishop
- Rich Ting (VF : Mario Bastelica) : le sergent inspecteur Tyson Koyama
- Lobo Sebastian : Smokey[1]

### Invités
- Monica Raymund (VF : Ludivine Maffren) : l'officier Maria Delgado[2]

 Source et légende : version française (VF) sur RS Doublage

## Production
En mai 2021, la série est initialement annoncée sur IMDB TV (en) (une plateforme de streaming ensuite rebaptisée Amazon Freevee) avec Dick Wolf. à la production avec la société ATTN. La série est produit la société de production digitale ATTN: (en), ainsi que par Wolf Entertainment et Universal Television Il s'agit de la toute première série de Dick Wolf (Law & Order, Chicago ou encore FBI) diffusée en streaming. Le mois suivant, il a été annoncé que Ben Watkins en sera le show runner et producteur exécutif de la série aux côtés d'Elliot Wolf, le fis de Dick Wolf.
En avril 2023, Troian Bellisario et Brandon Larracuente sont annoncés dans les rôles principaux. Il est également annoncé le même mois qu'Eriq La Salle (réalisateur des épisodes 1, 2, 5 et 6) et Peter Jankowski seront également producteurs exécutifs.
En octobre 2024, Eriq La Salle, Lori Loughlin et Rich Ting sont annoncés dans des rôles récurrents. Par ailleurs, il est révélé que la série sera finalement diffusée sur Prime Video et que 8 épisodes de 30 minutes ont été commandé.
Le tournage est interrompu en mai 2023 en raison de la grève de la Writers Guild of America. La série se distingue par des épisodes de seulement 30 minutes, chose rare pour des séries policières, ainsi que par l'usage répétés de body cameras, réellement utilisées par les forces de l'ordre.

## Diffusion et accueil
La série est diffusée sur Prime Video le 9 janvier 2025.
La première saison reçoit des critiques mitigées. Sur le site d'agrégation de critiques Rotten Tomatoes, elle obtient 56% d'avis favorables, pour 16 critiques et une note moyenne de 5,7⁄10. Le consensus suivant résumé les avis collectés : « On Call est une patrouille peu exigeante grâce à son format d'une demi-heure, mais la durée d'exécution plus courte est à peu près la seule nouveauté qu'elle apporte au genre des drames policiers. » Sur le site Metacritic, qui utilise une moyenne pondérée, la saison 1 obtient la note de 46⁄100 pour 9 critiques.
Stéphanie Guerrin du Parisien écrit notamment « Rien n’est vraiment raté dans cette série policière, mais rien ne permet non plus à On Call de se démarquer dans un genre surexploité. L’intrigue de fond manque d’originalité, le format à l’aspect brut n’est plus une surprise depuis longtemps et était mieux exploité dans Southland… Bref, le divertissement fonctionne, mais au regard des talents impliqués dans ce projet, on en attendait davantage. »